# Anton-Saefkow-Platz
Der Anton-Saefkow-Platz ist ein Stadtplatz im Berliner Ortsteil Fennpfuhl des Bezirks Lichtenberg. Der Platz entstand Anfang der 1970er Jahre bei der Anlage der ersten Großwohnsiedlung der DDR. Die Geschichte des Platzes ist somit untrennbar mit dem Bau und der Geschichte des Wohngebiets am Fennpfuhl verbunden. Er ist kein Platz im klassischen Sinne, da er weder einen klar definierten Rand noch eine einfassende Bebauung besitzt.

## Name und Lage
Seit dem 2. April 1975 trägt der Platz den Namen Anton Saefkows, eines kommunistischen Widerstandskämpfers. Die umliegenden Straßen tragen ebenfalls die Namen von Widerstandskämpfern. Eingegrenzt wird der Platz im Norden von der Landsberger Allee, im Osten vom Weißenseer Weg, im Süden von der Karl-Lade-Straße und im Westen von der Franz-Jacob-Straße. Die genannten Straßen tangieren den Platz aber nicht unmittelbar. Erst einige Jahre später wurde der direkt an der Westseite des Platzes verlaufende Fußweg als Anton-Saefkow-Promenade bezeichnet, ist jedoch keine amtlich gewidmete Straße.

## Geschichte und Bauten

Ehrentafel für das Architektenkollektiv; Architekturpreis der Hauptstadt der DDR, 1987

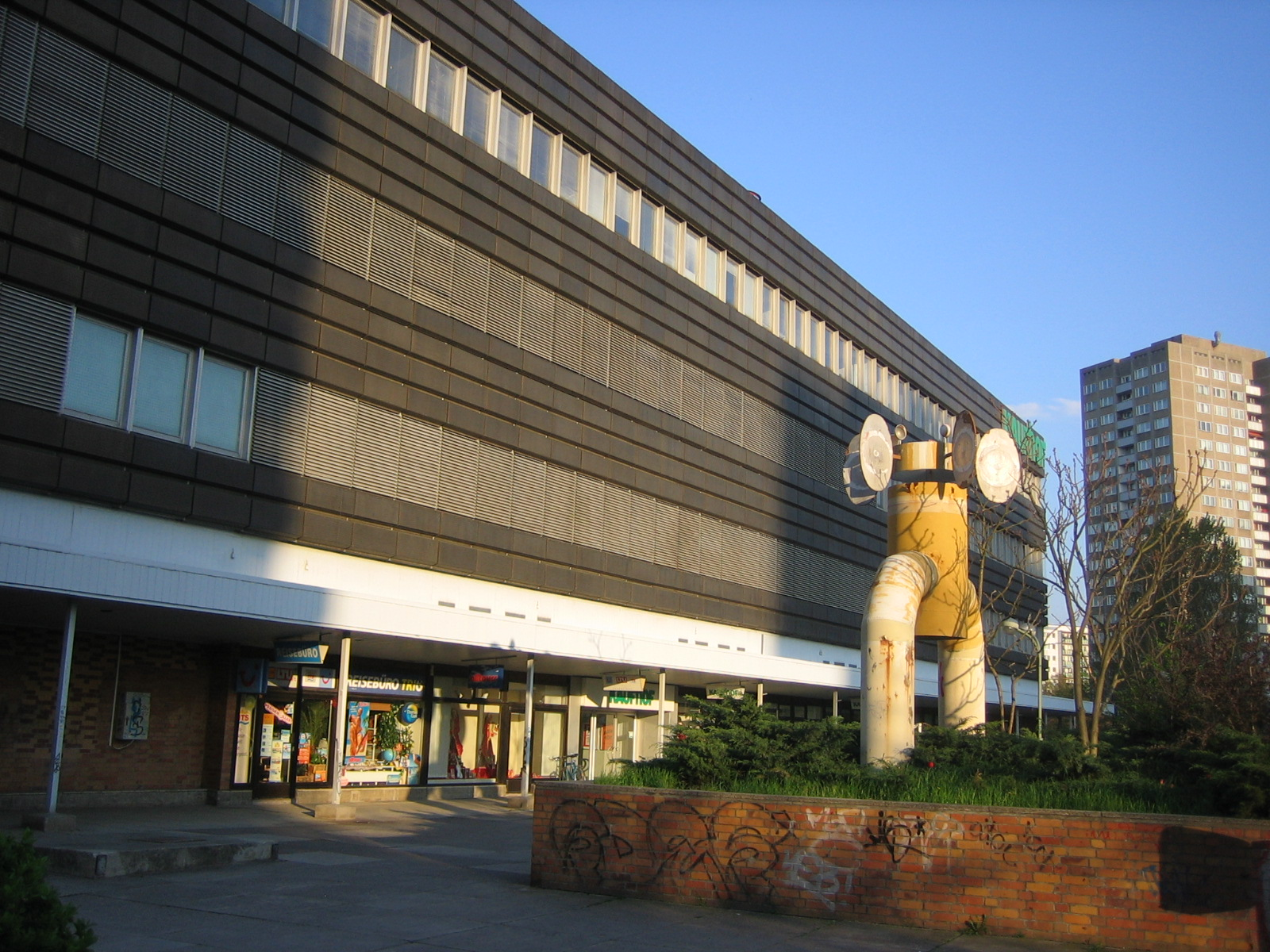
Westseite des Kaufhauses (2007);
Hochbeet und Windspiel wurden 2011 abgerissen

### Anfänge
Wie viele andere Wohngebiete in Ost-Berlin ist auch der Anton-Saefkow-Platz von einem Kollektiv unter der Federführung des Diplomarchitekten Dieter Rühle entstanden. Der Platz ist eingefügt in eine parkähnliche Umgebung, den Fennpfuhlpark, um den für das Wohngebiet namensgebenden Fennpfuhl mit gepflasterten Flächen und ist um- und bebaut mit Häusern in Plattenbau- und Stahlbeton-Skelettbauweise. Einzige Ausnahme bilden zwei historische Gebäude: das im Jahr 1889 aus Ziegelsteinen errichtete Lederkontor mit zwei Einzelgebäuden der Gebrüder Schlägel und eine Fabrikanten-Villa von 1905/1906. In der Villa am Anton-Saefkow-Platz 7 war in den 1980er Jahren das Standesamt des Bezirks Lichtenberg untergebracht; nach Sanierung und Privatisierung kann hier auch wieder geheiratet werden. Die genannten Gebäude stehen in der Berliner Denkmalliste.

### Wohnhäuser
Dominanten des Platzes sind mehrere Wohn-Hochhäuser, die den Platz westlich und südlich umgeben. Sie sind in drei Baukomplexen zusammengefasst und beherbergen im Erdgeschossbereich Gaststätten, zahlreiche kleine Läden, eine Sparkassenfiliale, eine Buchhandlung und die Lichtenberger Stadtbibliothek.
Über der großen Geschäftsfläche des früheren Schlecker-Marktes hatte sich nach der Wende auf Initiative von drei Fußballfans im Jahr 2009 das Deutsche Fußballmuseum eingerichtet. Wegen zu geringer Besucherzahlen und zu großer Verluste musste das Museum im Jahr 2014 an dieser Stelle schließen. Einige Exponate gelangten in das DFB-Fußballmuseum nach Dortmund. In den Räumen betreibt die Wohnungsgesellschaft als Eigentümerin nun ein Beratungs- bzw. Besucherzentrum mit kleiner Fotogalerie.

### Vom Kaufhauskomplex zu einem neuen Wohn- und Geschäftshaus
In der Mitte des Anton-Saefkow-Platzes steht das ehemalige Konsument Warenhaus. Das 1985 in Plattenbauweise errichtete und bis zu Beginn der 2010er Jahre durch die Kaufhof AG genutzte viergeschossige Haus stand durch den Umzug des Kaufhofs in das Ringcenter III von 2008 bis 2010 leer. Die Erdgeschossfenster und Eingänge wurden zugenagelt. In dieser Zeit entwickelten Baufachleute zahlreiche Vorstellungen für eine neue Nutzung, die von kleinteiligen Einkaufsmöglichkeiten über ein Sport- und Wellnesszentrum bis zum Abriss reichten.

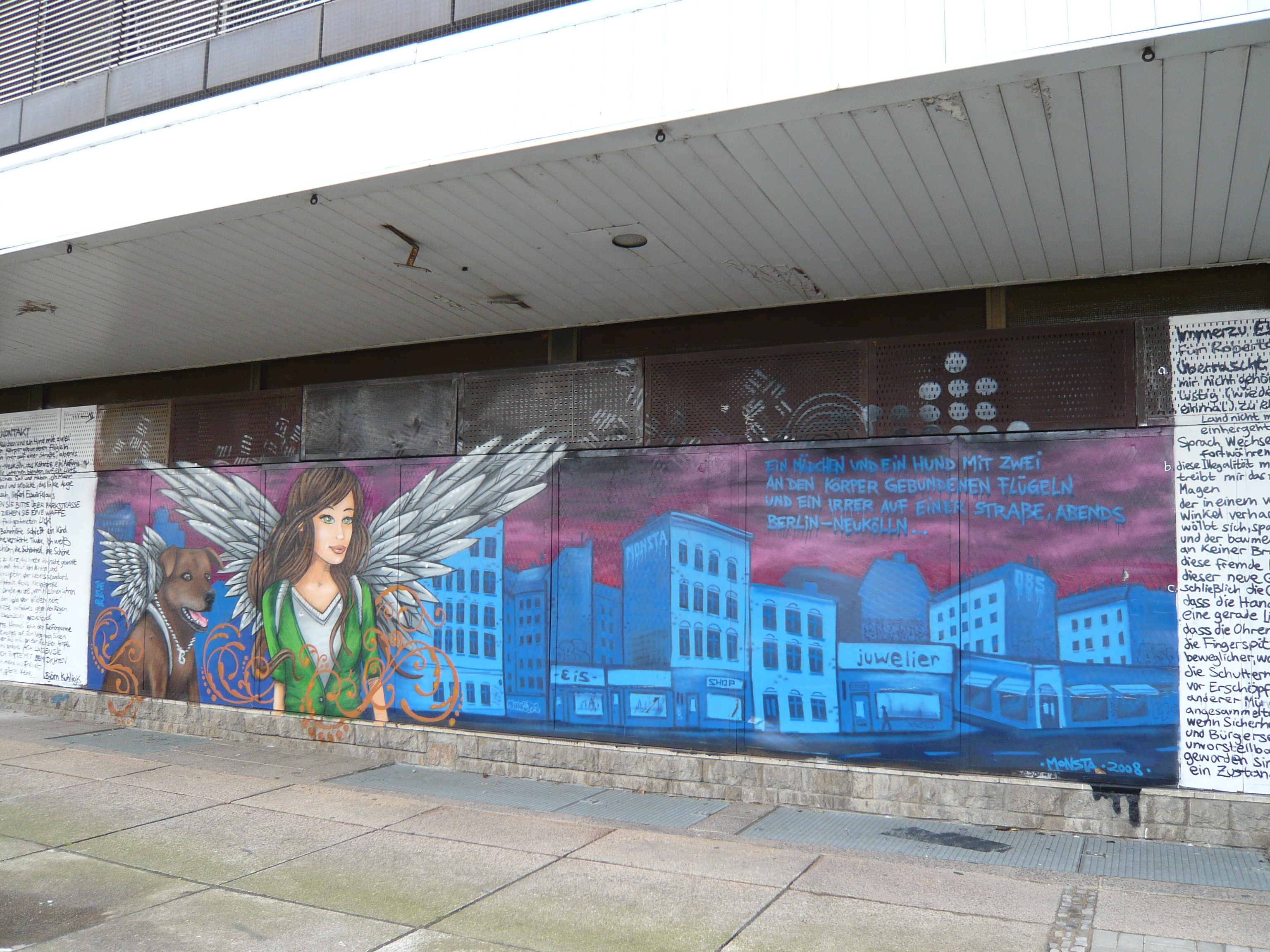
Künstlerisch übersprühte Erdgeschossfenster des früheren Kaufhauses

Anfang August 2008 fand mit Unterstützung der Bezirksverordnetenversammlung (BVV) ein Aktionstag statt, bei dem Graffiti-Künstler aus Rio de Janeiro, Barcelona und Berlin an dem früheren Kaufhausgebäude großflächig arbeiten konnten. Sie gestalteten vor Zuschauern an den Flächen des Gebäudes ihre Inspirationen zu anschließend vorgetragenen Gedichten. So entstand durch die Sprayer eine farbenprächtige Bauchbinde um das Gebäude.
Das Bezirksamt Lichtenberg verkaufte das Gebäude Ende 2009 schließlich an die Privatinvestoren Arndt Ulrich und Lutz Lakomski, die bereits in anderen Berliner Ortsteilen (Charlottenburg, Alt-Hohenschönhausen) die Sanierung und Umnutzung historischer Gebäude organisiert hatten. Deren Anfang 2010 vorgelegter und bestätigter Plan enthielt eine kombinierte Nutzung für Einkaufszwecke und Wohnen. Zunächst wurde die Tiefgarage mit Recyclingmaterial verfüllt, anschließend das große Gebäude entkernt. Dann erfolgten in den einzelnen Etagen Umbauarbeiten insbesondere für den Brandschutz und zur Schaffung abgeschlossener Wohnungen; die Versorgungsleitungen blieben weitgehend beibehalten. Die schlecht mit Tageslicht zu versorgenden inneren Gebäudeflächen wurden in Abstellräume umgewandelt.
Bis Weihnachten 2010 war die erste Bauphase abgeschlossen, die auch die Beseitigung des westlich daneben liegenden Hochbeetes beinhaltete. Der Innenausbau wurde forciert. Für das Erdgeschoss wurden neue Anbieter gewonnen: ein NKD-Markt, Rossmann, TEDi und eine Alt-Berliner Bierstube. Die oberen Etagen wurden als barrierefreie Wohnungen mit etwa 60 m² Wohnfläche umgebaut und bis Frühjahr 2012 sämtlich vergeben. Von außen gut sichtbar ist, dass die Wohnungen durch Zurückziehung der Fensterfront eigene Balkone bzw. Loggien erhalten haben. Die Aluminiumfassade aus dem Originalzustand blieb erhalten. Insgesamt entstanden 85 Wohnungen mit 4900 m² Wohnfläche.
Im Sommer 2011 waren der NKD, TEDi, ein Friseur und ein PC-Dienstleister bereits eingezogen. Anstelle einer Zwischennutzung durch REWE befindet sich hier nun ein Norma-Markt. Aus der Bierstube wurde letztendlich eine Destille, betrieben von der Traditionsbäckerei Plötner, die im gegenüberliegenden Wohnhochhaus eine Konditorei unterhält. Die Gesamtinvestitionen in das Objekt betrugen rund 18 Millionen Euro.
Das Bezirksamt, die Investoren und der Bürgerverein Fennpfuhl riefen im Juli 2011 zu einem Wettbewerb auf, mit dem ein neuer einprägsamer Name für das Einkaufszentrum gefunden werden sollte. Aus 197 Einsendungen wurde Fennpfuhl-Karree ein halbes Jahr später zum Sieger gekürt. Im Jahr 2013 erhielt das Projekt den Bauherrenpreis des Bezirks Lichtenberg in der Kategorie Umnutzung.

### Frühere Kaufhalle
Der Konsum hatte zwischen März 1985 und April 1986 eine Lebensmittelkaufhalle am westlichen Rand des Platzes errichtet. Das Gebäude wurde nach 1990 zunächst von Bolle, dann von der Handelskette extra übernommen und umgebaut. Nach der Firmenfusion gelangte der Flachbau an REWE, die ihn 2011 abreißen ließ. An gleicher Stelle entstand 2011–2012 ein Neubau, der Anfang Oktober eröffnet wurde.

### Anton-Saefkow-Promenade
Insgesamt waren die Anwohner zu dieser Zeit mit dem Zustand des Platzes und seiner Zugänglichkeit immer weniger zufrieden und machten Änderungsvorschläge. Ein Planungsteam (Gruppe F und Nicolai Koehler, Freiräumer) erarbeitete im Jahr 2004 im Auftrag der Bezirksverwaltung Erneuerungspläne und diskutierte sie mit den Interessenvertretern und Bürgern. Unter anderem wurde der Zugang von Norden (von der Landsberger Allee her) einladender: Eine Treppe und nebenangeordnete Rampe führen seitdem zum Fußgängerbereich hinauf, Sitzmöglichkeiten aus Streckmetall wurden aufgestellt. Die etwa 50 m breite Promenade wurde neu gegliedert: direkt an dem Doppelwohnhaus führt ein mit farbigen Platten ausgelegter Fußweg entlang. Östlich daneben gibt es eine Reihe neuer Blumenbeete, in die die vorhandenen Schmuckbrunnen eingebettet wurden. Der sich daran anschließende parallel verlaufende schmale Fußweg bildet nun gleichzeitig den Zugang zu einem funktionalen Spielplatz für Kinder mehrerer Altersstufen.
Alle Arbeiten wurden mit Mitteln aus dem Stadtumbau Ost zur knappen Hälfte kofinanziert, insgesamt kostete die Erneuerung 1,37 Millionen Euro.
Die Umgestaltung der Promenade war im Jahr 2010 mit der Neugestaltung des Platzzuganges im Nordwesten, von der Karl-Lade-Straße, im Wesentlichen abgeschlossen. Hierbei wurden die – wenn auch flachen – Treppen durch eine sanfte Rampe ersetzt, die den gleichen Plattenbelag wie die Promenade erhielt.
Wegen stetigem Vandalismus am nördlichen Treppenbereich, insbesondere an den Seitenwänden zur Promenade, hat das Lichtenberger Bezirksamt bauliche bzw. gestalterische Verbesserungen beschlossen. Ein Künstler-Wettbewerb wurde veranstaltet und zusammen mit der Hohenschönhauser Wohnungsbaugesellschaft (Howoge), dem Bürgerverein Fennpfuhl und den Anwohnern wurde das Projekt Maschinenmosaik des Künstlers Niklas Roy zur Realisierung beschlossen. Zur Finanzierung stellte der Berliner Senat rund 100.000 Euro bereit. Die Umgestaltungsarbeiten mit dem Einsatz der partizipatorischen Mosaikmaschine begannen im Februar 2023.
Im Juni 2023 berichteten die Lokalzeitungen, dass das Maschinenmosaik fertig ist. Mithilfe einer eigens konstruierten Maschine konnten Interessenten ihre Ideen einfließen lassen, die gezeichneten Bilder wurden hierbei in zweidimensionale Mosaik-Darstellungen umgewandelt und auf einer großen Fläche verteilt. Zudem hatte der Künstler selbst im Umfeld des Platzes nach Motiven geschaut. Das virtuelle Bild mit Motiven aus der Natur, der Umgebung, der Raumfahrt und dem täglichen Leben, an dem mehr als 500 Personen mitgearbeitet haben, diente dann als Vorlage zur Herstellung von Schablonen, mit denen Sprayer das Mosaik auf die ausgewählten Wandflächen übertrugen. Die Schablonen wurden anschließend dem Bürgerverein Fennpfuhl übergeben.

### Schwimmhalle

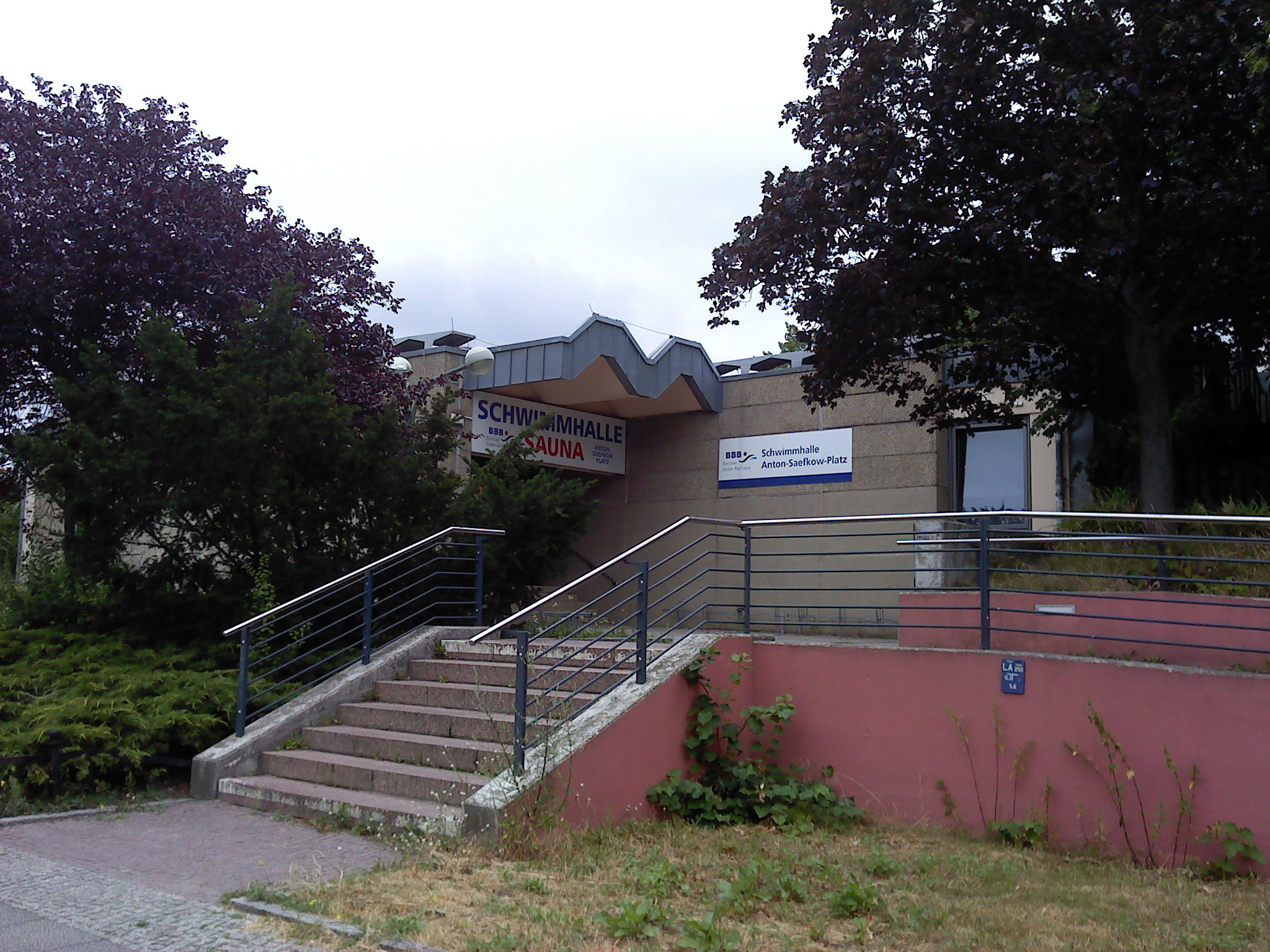
Eingangsbereich der Schwimmhalle am Anton-Saefkow-Platz

Die Berliner Bäder-Betriebe haben die im Januar 1981 eröffnete Schwimmhalle am Anton-Saefkow-Platz 1 nach der politischen Wende vom Ost-Berliner Magistrat übernommen. Die Halle besitzt eine 
25-m-Schwimmbahn mit einer Aluminiumleiter als Einstiegshilfe und verfügt über ein Nichtschwimmerbecken mit Treppe und Wasserrutsche. Die Wände der Halle sind mit einem Wandmosaik geschmückt. Neben dem öffentlichen Schwimmbetrieb wird die Halle auch für das Schul- und Vereinsschwimmen genutzt. Es gibt darüber hinaus eine Sauna.
In den Jahren 2021–2022 wurde die Schwimmhalle komplett saniert, seit Dezember 2022 ist sie wieder geöffnet.

## Brunnen und Skulpturen
Auf dem Platz befanden sich anfangs vier verschiedene Brunnenanlagen, die als typisches Beispiel für Kunst und sozialistischen Städtebau in der DDR galten.

### Monumentalbrunnen (bis 2009)

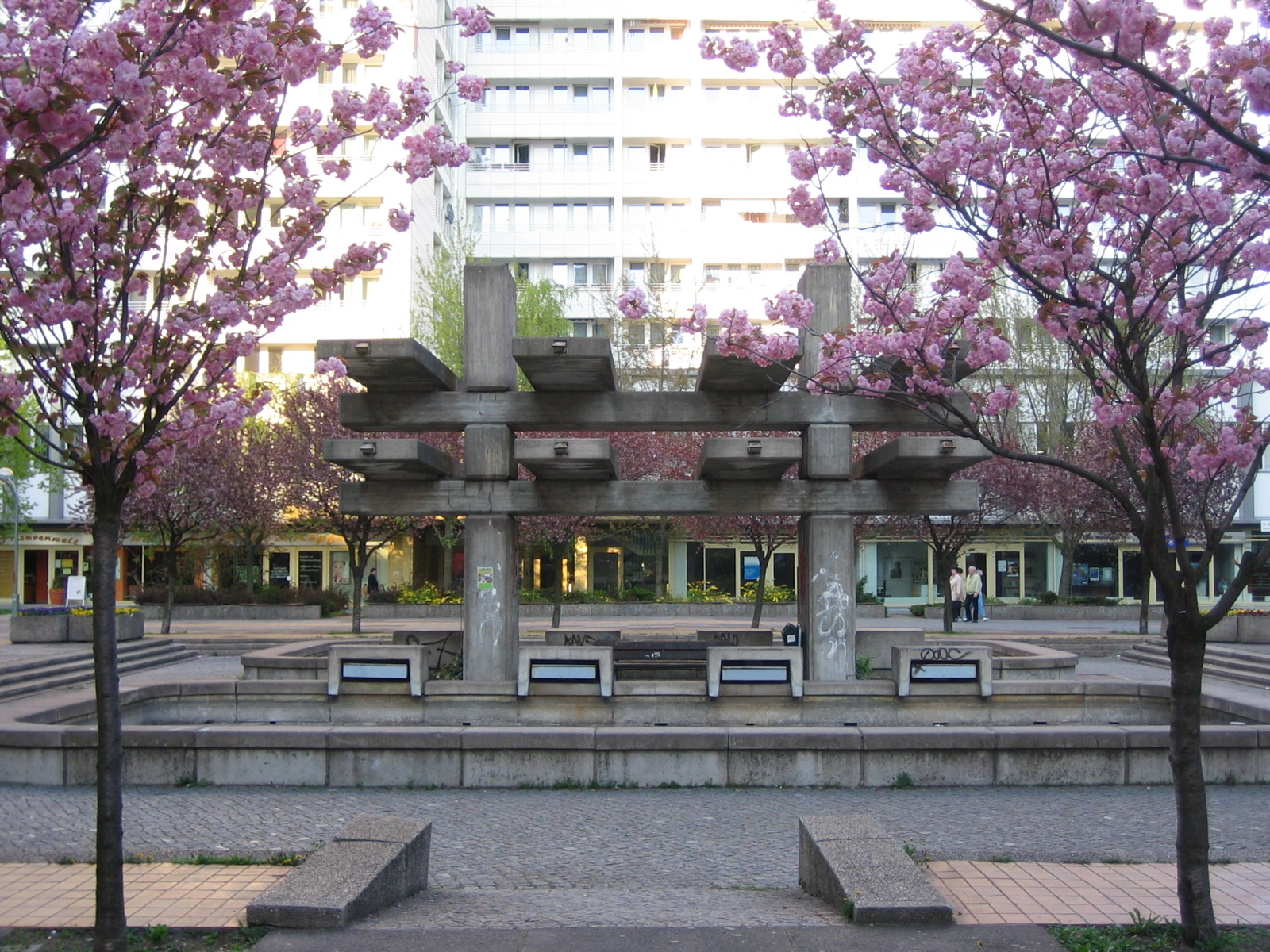
Monumentalbrunnen,
2009 abgerissen

Auf einer mit Betonplatten ausgelegten Fläche neben dem Kaufhausbau befand sich zwischen 1985 und Dezember 2008 der nach einem Entwurf von Peter Schubring erbaute Monumentalbrunnen. Er wurde polemisch im Volksmund – wohl wegen seiner wuchtigen Architektur aus senkrecht und waagerecht angeordneten rund 300 m² Betonplatten – als „Panzerkreuzer“ bezeichnet. Allein die Höhe der Plastik maß etwa sechs Meter. Das große Brunnenbecken, vom Platzniveau etwas abgesenkt, war begehbar, sodass Kinder darin spielen und plantschen konnten. Seit 1993 lag er trocken, weil sowohl die Wasserleitungen als auch der Beton marode geworden waren. 2006 rief das Bezirksamt zu einem offenen Wettbewerb zur Umgestaltung des Brunnens auf. Der als ersten Preis prämierte Entwurf von Susanne Baier sah eine Moos-Bepflanzung und ein Sumpfbeet vor. Doch nach umfangreicher Kritik der Anwohner wurde 2008 die Idee der Gestaltung mit Moos fallen gelassen. Ein neues Gestaltungskonzept, wiederum von Susanne Baier erarbeitet, sah nun bis 2010 einen Umbau der Anlage mit abgesenktem Wasserbecken und einer Sanierung der Rohre und Betonteile vor, wofür im Bezirkshaushalt 100.000 Euro eingeplant worden waren. Im November 2008 traf die BVV Lichtenberg eine neue Entscheidung: Weil das Geld für die Sanierung aller bisherigen Brunnenteile nicht ausreichte (geschätzte Kosten: 300.000 Euro), wurde dieser stattdessen bis Anfang Dezember 2008 vollständig abgerissen. Danach erhielten Teile der Fläche vor dem Kaufhaus neues Pflaster, eine größere Fläche wurde mit jungen Mandelbäumen bepflanzt, zwischen denen ebenerdig Kies ausgebracht wurde. Weiter östlich entstand ein einfacher Fontänenbrunnen (siehe folgende Darstellung).

### Wasserspiele

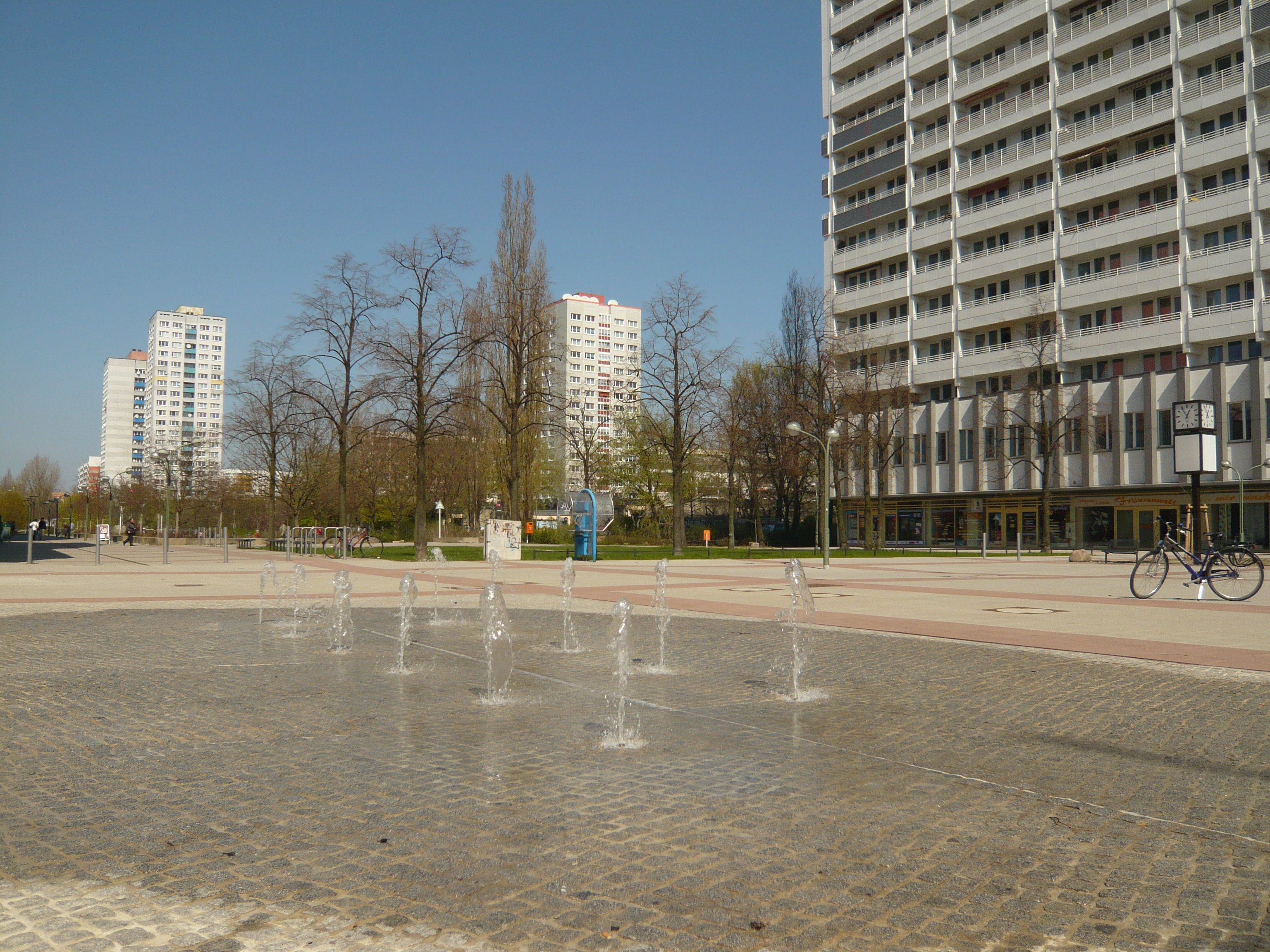
Wasserspiele anstelle des Monumentalbrunnens

Die elektronisch steuerbaren Wasserspiele bestehen aus zwei parallelen Reihen von insgesamt elf Düsen. Sie sind am östlichen Rand des Platzes auf einer Fläche von 14 m × 8,4 m ebenerdig angeordnet. Das Unternehmen Eberhard Garbe aus Rostock führte die Arbeiten aus. Die feierliche Inbetriebnahme der Fontänenanlage erfolgte am 16. Oktober 2009.

### Klinkerwand-Brunnen
Der 1984 nach Plänen von Jürgen Karnopp erbaute Klinkerwand-Brunnen befand sich an der Karl-Lade-Straße gegenüber der Rudolf-Seiffert-Straße 17. Er wurde auch Wasserwand genannt und bestand aus einer 20 m langen Mauer mit drei Wasserbecken davor. An dieser Wand aus dunkelrotem/braunem Keramik-Formstein lief Wasser herunter und über Stufen in ein Auffangbecken. Aus einigen der runden Keramik-Verzierungen schoss das Wasser im Bogen hervor. Bei den Umgestaltungen des Platzes um das Jahr 2010 erhielt der verschmutzte und nicht mehr funktionsfähige Brunnen ein Rankenspalier vorgesetzt und ist seitdem nicht mehr als Wasserspiel wahrnehmbar. Er bildet jedoch eine deutliche Abgrenzung zu dem neu errichteten Parkplatz für die Besucher der neuen Handelseinrichtungen.

### Findlingsbrunnen

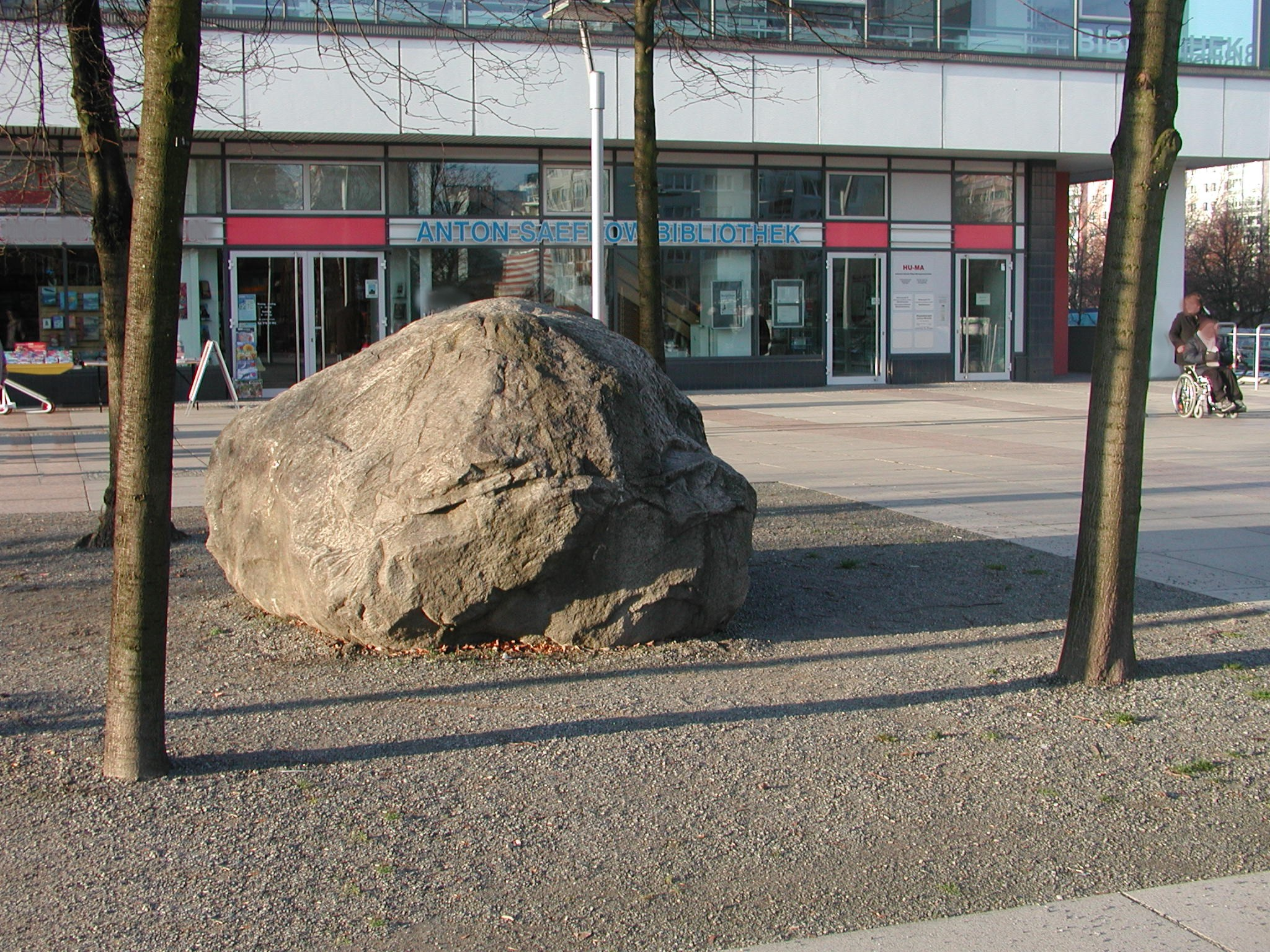
Findling (inzwischen ohne Wasseranschluss)

Der Findlingsbrunnen wurde 1983 nach Ideen von Lothar Scholz gestaltet. Er befand sich in der schmalen Grünanlage der Promenade. Ein bei den Bauarbeiten für das Wohngebiet Fennpfuhl hier gefundener 27 Tonnen schwerer Findling wurde durchbohrt und auf einen kleinen Beton-Hügel gesetzt, in dem sich kleine Mulden befanden. Aus dem Stein quoll Wasser heraus. Bei der Neugestaltung der Promenade wurde dieser Brunnen außer Betrieb genommen und erhielt einen anderen Platz zwischen einigen neu angepflanzten Bäumchen.

### Kugelbrunnen
Auf der Anton-Saefkow-Promenade befindet sich ein Kugelbrunnen, der 1984 ebenfalls nach einem Entwurf von Jürgen Karnopp erbaut wurde. Es handelt sich um ein quadratisches, hochgelegenes Brunnenbecken mit einer talförmigen Mulde. Die Außenseiten sind abwechselnd mit Spaltklinkern und mit Betonplatten verkleidet. In der Mulde befinden sich zahlreiche Keramikkugeln unterschiedlicher Größe, zwischen denen kleine Fontänen sprudeln. Im Jahr 2008 wurde dieser Brunnen vereinfacht: In einem verkleinerten Becken liegen einige wenige Kugeln zwischen niedrigen Fontänen.

### Skulpturen

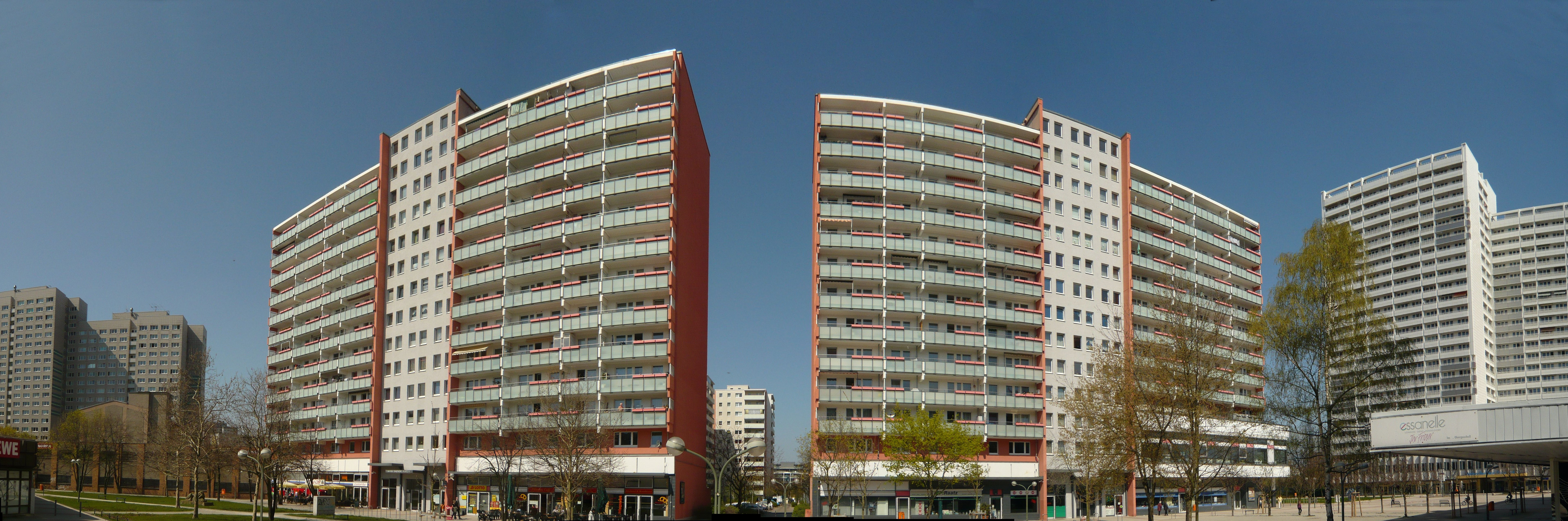
Panoramaansicht der Hochhäuser auf der Nordseite des Platzes

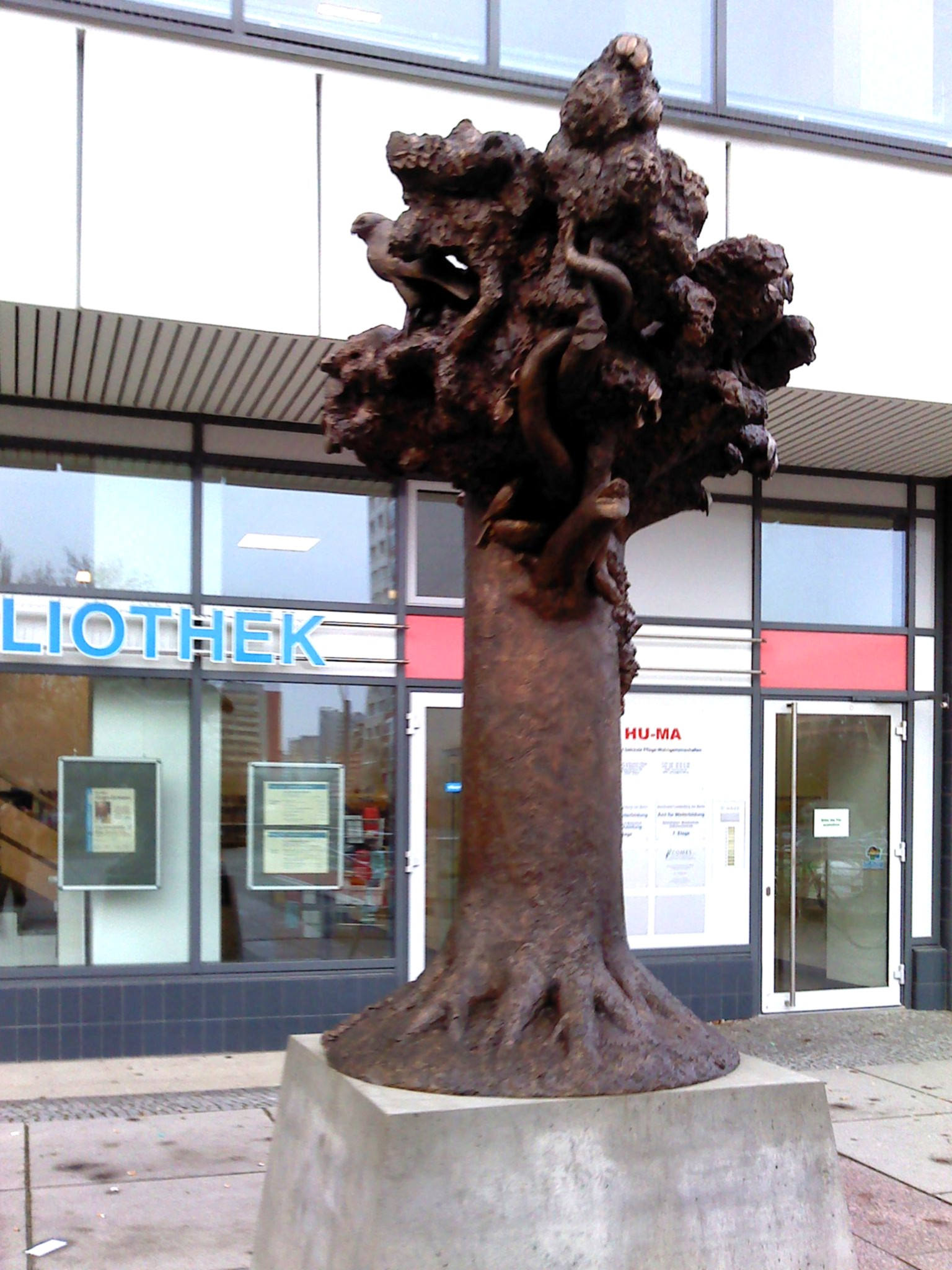
Baumdenkmal

Direkt auf dem Platz, zwischen dem ehemaligen Kaufhaus und dem großen Doppelhochhaus, steht eine mehrseitig gestaltete Kalksteinplastik mit dem Titel Der Entfesselte. Es handelt sich um ein Werk von Siegfried Krepp, das 1989 angefertigt wurde und eine Ehrung für den Namensgeber des Platzes ist.
Im November 2011 wurde zwischen der Bibliothek und einer Buchhandlung die Baumdenkmal genannte Bronzeskulptur aufgestellt, die aus der Werkstatt des Bildhauers Michael Klein stammt. Das Sujet ist einem Text von Antoine de Saint-Exupéry entlehnt: „Der Friede ist ein Baum, der eines langen Wachstums bedarf.“ Die Aufstellung erfolgte auf Initiative der Howoge mit Förderung durch das Architekturbüro Rühle & Partner.

## Veranstaltungen auf dem Platz
Im September 2003 richtete das Bezirksamt Lichtenberg in Abstimmung mit Anwohnern und Geschäftsleuten das Fest am Anton-Saefkow-Platz erstmals aus. Hierbei präsentieren sich Musikgruppen, es gibt kulinarische Besonderheiten, Kinderaktivitäten und zum abendlichen Abschluss ein Höhenfeuerwerk. Das Fest findet seitdem jährlich mit wachsendem Zuspruch statt. Inzwischen heißt es offiziell Fennpfuhlfest und steht unter dem Motto „Wir von hier“.
Etwa zur gleichen Zeit etablierte sich ein Wochenmarkt von freien Händlern auf dem Platz.